# Ramularia rhabdospora
Ramularia rhabdospora är en svampart som först beskrevs av Berk. & Broome, och fick sitt nu gällande namn av John Axel Nannfeldt 1950. Ramularia rhabdospora ingår i släktet Ramularia och familjen Mycosphaerellaceae.   Inga underarter finns listade i Catalogue of Life.